# Łukasz Błaszczyk
Łukasz Błaszczyk (ur. 12 stycznia 1985 w Poznaniu) – polski futsalista, bramkarz, zawodnik Red Dragons Pniewy, reprezentant Polski, uczestnik Akademickich Mistrzostw Świata w Futsalu.

## Kariera w piłce nożnej
Jedyną drużyną "trawiastej piłki", w której występował Łukasz Błaszczyk był trzecioligowy Fogo Luboń, w którym występował w sezonie 2010-2011.

## Kariera w futsalu
W 2009 Błaszczyk został włączony do Akademii FC Pniewy, z którą w roli rezerwowego bramkarza zdobył Mistrzostwo Polski. Występował także w akademickiej drużynie UAM Poznań. Dwukrotnie brał udział w Akademickich Mistrzostwach Świata. Po roku kariery w piłce nożnej powrócił do Akademii FC, z którą ponownie zdobył Mistrzostwo Polski. Po rozpadzie klubu z Pniew trafił do Red Devils Chojnice, z którym zdobył Wicemistrzostwo Polski. W 2012 r. został powołany przez selekcjonera Klaudiusza Hirscha do reprezentacji Polski w futsalu, w której jak dotąd rozegrał dwa mecze. W latach 2014–2016 był zawodnikiem Red Dragons Pniewy. Od sezonu 2016/2017 reprezentuje II-ligowy KS Futsal Leszno, z którym w pierwszym sezonie gry wywalczył awans do 1 Polskiej Ligi Futsalu, a następnie do ekstraklasy. W 2019 roku powrócił do Red Dragons Pniewy. W 2021 roku powrócił do kadry prowadzonej przez Błażeja Korczyńskiego i zastąpił w niej kontuzjowanego Bartłomieja Nawrata i od tej pory był powoływany na wszystkie zgrupowania reprezentacji Polski. Nie został powołany jednak na Mistrzostwa Europy w futsalu 2022, pełnił funkcję rezerwowego. Mało tego, przez 2022 też nie był powoływany. Został powołany dopiero na mecz z Grecją w listopadzie ponownie w wyniku kontuzji Bartłomieja Nawrata. 

## Mecze w reprezentacji Polski
| l.p. | Data                | Przeciwnik | Wynik | Rozgrywki                      | Uwagi |
| ---- | ------------------- | ---------- | ----- | ------------------------------ | ----- |
| 1.   | 6 czerwca 2013      | Malezja    | 6:1   | Turniej Czterech Państw        |       |
| 2.   | 2 września 2013     | Węgry      | 2:1   | Turniej Państw Wyszechradzkich |       |
| 3.   | 29 stycznia 2021    | Portugalia | 2:2   | el. ME 2022                    |       |
| 4.   | 3 lutego 2021       | Portugalia | 0:3   | el. ME 2022                    |       |
| 5.   | 5 marca 2021        | Norwegia   | 3:0   | el. ME 2022                    |       |
| 6.   | 14 kwietnia 2021    | Czechy     | 8:5   | el. ME 2022                    |       |
| 7.   | 4 września 2021     | Brazylia   | 1:5   | Towarzyski                     |       |
| 8.   | 5 października 2021 | Grenlandia | 2:0   | Towarzyski                     |       |
| 9.   | 20 grudnia 2021     | Słowenia   | 5:2   | Towarzyski                     |       |
| 10.  | 9 listopada 2022    | Grecja     | 4:1   | el. MŚ 2024                    |       |